# 日本テレビ視聴率買収事件
日本テレビ視聴率買収事件（にほんテレビしちょうりつばいしゅうじけん）は、2003年（平成15年）に日本テレビのプロデューサーが不正に視聴率を上げようとした事件のこと。

## 概要
日本テレビ制作局に所属していたバラエティ番組担当のプロデューサー・Aが、自分の制作したテレビ番組の視聴率が上がるよう、埼玉県の探偵業者に（ナンバープレートを示して）ビデオリサーチの社用車を尾行するよう依頼し、同社のモニター世帯を割り出し（探偵業者は、尾行に気付いたビデオリサーチから抗議文書が届き、数件の割り出しに成功した時点でAと相談して調査を中止した）、番組アンケートや機械の点検を装って23世帯に接触し、水増しした番組制作費を私的に流用した金銭を渡して視聴を依頼した。
2003年10月24日に事件が発覚し、Aは11月25日付で日本テレビを懲戒解雇処分となったが、事件発覚後に流用した金額を日本テレビ放送網に全額返却したことから、同局からの詐欺容疑での刑事告訴は行われなかった一方で、電通・ビデオリサーチから民事訴訟を起こされている（このうち電通とは、2005年に1,000万円の損害賠償を支払うことで、和解が成立している）。ビデオリサーチは当初偽計業務妨害容疑での刑事告訴も検討していたが、「捜査が調査協力世帯に及んで迷惑をかけることにつながる」という理由で断念した。
麻生太郎総務大臣は日本テレビ放送網に対し文書で厳重注意し、再発防止策を取るよう行政指導するとともに半年後を目処にその後の状況を報告することを求めた。民間放送が総務省の行政指導を受けたのは、1999年6月のローカル放送局による「CM間引き事件」以来だった。
翌10月25日放送の自己批評番組『あなたと日テレ』の中で、情報検証が行われた。

## 問題となった番組
問題となった日本テレビの番組と、それらの番組の視聴率は以下の通りである（視聴率は、いずれもビデオリサーチ調べ、関東地区・世帯・リアルタイム）。
- 2002年9月19日 「芸能人犯罪被害スペシャル」 15.5%
- 2002年9月26日 「奇跡の生還芸能人版」 15.7%
- 2003年1月1日 「生でハッスルテレビ」 11.1%
- 2003年1月1日 「びっくり人間スペシャル」 17.1%
- 2003年4月3日 「芸能人犯罪被害スペシャル」 10.5%
- 2003年9月24日 「奇跡の生還芸能人版」 10.2%
- 2002年12月27日 「ウリナリ芸能人社交ダンス部」18.9%

## 背景
日本テレビは数々のバラエティ番組・ニュース番組・ワイドショー番組・巨人戦の人気コンテンツに支えられて、1994年（平成6年）から2002年（平成14年）まで9年連続三冠王を達成していたが、事件発覚時はフジテレビが番組のテコ入れで視聴率の巻き返しを図り、日本テレビでは人気番組の打ち切りが相次いでいた。
このような状況で、視聴率を殊更重視した番組づくりの体制や視聴率三冠王への執着がこの事件を生んだ。
元TBSプロデューサーの大山勝美の話によると、日本テレビは在京キー局の中でも視聴率への拘り方が突出して激しく、日本テレビの制作者たちは上層部に視聴率獲得を過剰に煽られ、事件発生以前から精神的にかなり追い込まれていた。
事件があった2003年（平成15年）1月1日付の読売新聞には、日本テレビが「三冠王を達成しました」との正月広告まで打ち出すほど、同局は視聴率にこだわっていた。
Aも「綺麗事を言わない社長の姿勢に感銘を受けた」と語っているほか、別の日本テレビ社員らは「視聴率至上主義の社風が、行き着くところまで行った結果起きた」「我が社の場合、報道の現場でも、視聴率の稼げるニュースがトップ項目になり、ニュース価値のあるものが放映すらされないことがあり、現場の不満が聞こえてくるほどだ」と語っている。

## 反応
日本民間放送労働組合連合会（民放労連）は、「プロデューサー本人の懲戒解雇処分に比べて、経営陣の責任のとり方には疑問が残る」「成果主義、視聴率至上主義が、放送制作現場に倫理崩壊を引き起こす原因になっている」「社員には厳しく成果主義をおしつけ、みずからはきちんとした責任のとり方を示さないのであれば、社内の倫理確立はむつかしいのではないか」と日本テレビの経営者を批判した。
日本民間放送連盟（民放連）及びフジテレビの日枝久会長（当時）は会見で、「視聴者、広告主の信頼を裏切った今回の出来事は残念でならない」と述べ、テレビ朝日も「事実とすればテレビの信頼を揺るがす重大な不正行為」、TBSも「視聴率の信頼にかかわる問題。あってはならないこと」、NHKも、「番組制作に携わる者の基本的な姿勢が問われる」との談話を発表した。

### 事件当時の社長らの会見
日本テレビの萩原敏雄社長は2003年11月18日に行った記者会見で、「今も視聴率は高いことに越したことはないと思っているか」との質問に対して、「視聴率が媒体価値を示す唯一の指標であることは否定できない。企業として高視聴率を目指すのを目標に掲げることは間違っていない」と持論を展開した。また日本テレビの氏家齊一郎会長も、「大株主の読売新聞のトップに相談に行った時、その話があった。部数は新聞社の死活問題。視聴率もそうだ。しかしながら視聴率を低俗化したらだめだ」「今、低劣番組をつくってもだめ。質の向上と視聴率は並行していると確信している」と語った。
さらに氏家会長は直前の取締役会で決まった幹部の「玉突き降格人事」について、「私どもは社外役員が4人いて相談したが、取締役会での責任ではないということになった」としつつ、「世間を騒がせた。道義的責任があるので私から申し出た」と説明した。「『取締役会に責任がない』という理由は何か」と問われると、「細かく議論すると、法律的に違反しているかどうかになる」「テレビ業界全体の流れの中で起こったという判断で、監視のためにいる社外取締役は、法律違反にならないということだった」と述べた。経営責任については「道義的責任はある。感情的議論をしてもしょうがない」と語った。
萩原社長はAについて、「どちらかというと思いこみが激しく、突っ走るタイプ。これは非常に特例だと思うんです」と述べ、「まったくの単独犯で、相談した人はいないと本人は言っている」「興信所に頼めば（視聴率調査の対象家庭が）分かるというのは、私の40年のキャリアでも初めて知りました」などと説明し、担当プロデューサー個人の問題であることを強調した。

## 影響
1985年にはテレビ朝日の『アフタヌーンショー』の「やらせリンチ事件」、1995年のオウム真理教事件の発端となった「TBSビデオ問題」以来の放送界における大事件となり、この事件を受け日本テレビでは下記のような影響が出た。
- バラエティ番組の『TVおじゃマンボウ』の1コーナーである「視聴率ランキング」がなくなった[20]。
- それまで長期にわたり好調だった巨人戦の視聴率が低迷するなど、「三冠王」の座をフジテレビに奪還される結果となった（その後、2011年に視聴率三冠王に返り咲く）。
- 萩原社長が副社長に降格、氏家会長は最高経営責任者を辞任、Aの上司でもあった吉川圭三チーフプロデューサーが出勤停止5日間、前編成局長（当時）と編成局長（当時）が減俸1割2カ月、氏家会長、間部耕苹副会長（社長の降格を受けて社長に就任）、萩原社長が減俸5割3カ月、役員・監査役5人が減俸1割3カ月の懲戒処分となった[6][1]。制作担当執行役員が引責辞任して同局の顧問となった（「はじめてのおつかい」の制作には、その後も数年間携わった）。
- 2003年（平成15年）11月14日、金曜ロードショーで放映予定していたアメリカ映画の『15ミニッツ』（視聴率を取るために過激な映像を追い求めるテレビ局が出てくる）の放送を11月28日に延期し、代わりに『パーフェクト ストーム』を放送した[21]。

### 対応
- 民放連は事件後、質の高い番組の制作・放送を促すために日本放送文化大賞を新設した[1]。
- 視聴率などによる番組評価基準のあり方や現行調査の妥当性、調査会社の複数化などを検討する「視聴率等の在り方に関する調査研究会」を発足させた[22]。
- 放送倫理・番組向上機構（BPO）の当時の清水英夫理事長（青山学院大学名誉教授）が、「視聴率至上主義の実態の反映であり、視聴者や社会への背信行為」「事件は偶発的でもプロデューサー個人の問題でもない」「放送による人権侵害や低俗番組の横行、青少年への悪影響など、BPOが取り組む問題の背景には、視聴率が営業に直結している放送業界の構造的な問題がある」と述べ、放送業界の信頼回復のための提言を発表するとともに視聴者や新聞社への要望を述べた。清水理事長の提言・要望は、以下の通りである[23]。
  - 提言1.視聴率と番組の質を測る視聴質調査を併用して番組を総合的に評価するための、放送局、広告会社、広告主、制作会社、専門家、市民などが参加した機関の設置。
  - 提言2.放送関係者への倫理研修の強化。
  - 視聴者への要望：番組に対する積極的な批判や発言。
  - 新聞社への要望：視聴率ランキングなど競争をあおるような企画の再検討。

## その他
- 2003年10月5日よりテレビ朝日系で放送された番組『みごろ!たべごろ!デンセンマン』の公式サイト内で、「番組を応援してくれる方を募集!!ビデ○リサーチの視聴率を取る機械を持っている人！大歓迎」との呼びかけが（ギャグとして）あった。日本テレビの事件発覚後、外部からの指摘によりこの記述は直ちに削除されたが、間もなく番組は終了した[24]。
- 2009年9月25日の讀賣テレビ放送『情報ライブ ミヤネ屋』で、Aが経営する会社を気付かずに取り上げ、A自身のインタビューも日本テレビ系列で放送されるという事態になった[25][26]。